# 半环
在抽象代数中，半环是类似于环但没有加法逆元的代数结构。偶尔使用术语 rig - 这起源于一个笑话，rig 是没有 negative 元素的 ring。

## 定义
半环是装备了两个二元关系 + 和 · 的集合 R，有着:
1. (R, +) 是带有单位元 0 的交换幺半群:
  1. (a + b) + c = a + (b + c)
  2. 0 + a = a + 0 = a
  3. a + b = b + a
2. (R, ·) 是带有单位元 1 的幺半群:
  1. (a·b)·c = a·(b·c)
  2. 1·a = a·1 = a
3. 乘法分配于加法之上:
  1. a·(b + c) = (a·b) + (a·c)
  2. (a + b)·c = (a·c) + (b·c)
4. 0 抵消 R:
  1. 0·a = a·0 = 0

最后的公理可以从环的定义而省略: 它可以自动的从其他环公理得出。这里不行，必须在定义中声明。
在环和半环之间的区别是加法只产生交换幺半群，而不必然是阿贝尔群。
符号 · 经常从表示法中省略；就是说 a·b 写为 ab。类似的，接受一种运算次序，· 先于 + 应用；就是说 a + bc 就是 a + (bc)。
交换半环是乘法为交换性的半环。等幂半环(也叫做 dioid)是加法是等幂的半环: a + a = a，就是说 (R, +) 是带。
有些作者偏好省略半环有 0 或 1 的要求。这使得在环与半环同群与半群之间的类比更像。这些作者经常称这里定义的概念为 rig。